# マサチューセッツ州出身の人物一覧
この一覧はマサチューセッツ州出身の著名人についての記事を姓の50音順に配列したものである。

## ア行
ア
- リチャード・アーミテージ - 政治家
- ジョン・アシュトン - 俳優
- アビゲイル・アダムズ - アメリカ合衆国第2代大統領夫人
- ジョン・アダムズ - アメリカ合衆国第2代大統領
- ジョン・クィンシー・アダムズ - アメリカ合衆国第6代大統領
- ジョン・クーリッジ・アダムズ - 作曲家
- チャールズ・フランシス・アダムズ (1世) - 弁護士、政治家
- チャールズ・フランシス・アダムズ (2世) - 実業家、軍人
- チャールズ・フランシス・アダムズ (3世) - 政治家、ヨット競技者
- ジョニー・アップルシード - 開拓者
- ケイシー・アフレック - 俳優
- カイル・アボット - 野球選手
- ホレイショ・アルジャー - 作家
- スーザン・B・アンソニー - 公民権運動指導者
- ジューン・アンダーソン - 歌手
- ルロイ・アンダーソン - 作曲家
- カール・アンドレ - 彫刻家

イ
ウ
- ケネス・ウィルソン - 物理学者
- ステファニー・ウィルソン - 宇宙飛行士
- チャック・ウィルソン - タレント
- ジョン・ウィンスロップ - 天文学者
- ジャック・ウェルチ - 実業家、ゼネラル・エレクトリック社の元最高経営責任者
- ウィリアム・A・ウェルマン - 映画監督
- ピート・ウォーカー (野球) - 野球選手
- フレデリック・タウンゼント・ウォード - 軍人
- ラングドン・ウォーナー - 美術史家
- ベンジャミン・ウォーフ - 言語学者
- マーティ・ウォルシュ - 政治家[1]
- ドニー・ウォルバーグ - ミュージシャン、俳優
- マーク・ウォルバーグ - 俳優
- ブライアン・ウォーレン - 野球選手
- ロバート・バーンズ・ウッドワード - 化学者

エ
- クレイトン・エイブラムス - 軍人
- ラルフ・ワルド・エマーソン - 思想家、哲学者
- トッド・エルドリッジ - フィギュアスケート選手
- ジャネット・エンジェル - 作家

オ
- 岡田ロビン翔子 - 歌手（チャオ ベッラ チンクエッティ）

## カ行
カ
- ラルフ・カークパトリック - チェンバロ奏者
- ミッキー・カクレーン - 野球選手 (アメリカ野球殿堂表彰者)
- ジョン・カザール - 俳優
- カルロス・カスティーヨ - 野球選手
- ジェイ・カトラー - ボディビルダー
- クリス・カプアーノ - 野球選手
- キャンディ・カミングス - 野球選手 (アメリカ野球殿堂表彰者)
- ハスケル・カリー - 数学者
- スティーヴ・カレル - 俳優、脚本家

キ
- ティム・キーフ - 野球選手 (アメリカ野球殿堂表彰者)
- ナディア・ギフォード - 歌手
- カーティス・ギルド - 政治家
- ポール・ギルフォイル - 俳優
- ヘンリー・ギルマン - 化学者

ク
- ジェニファー・クーリッジ - 女優
- ロバート・グーレ - 歌手
- スタンリー・クニッツ - 詩人
- ウィリアム・スミス・クラーク - マサチューセッツ農科大学（後のマサチューセッツ大学）教授および学長、マサチューセッツ州上院議員、札幌農学校初代教頭
- スコット・グライムス - 俳優、歌手
- トム・グラビン - 野球選手
- ジェイコブ・クラウニンシールド - 政治家
- ジョン・クラークソン - 野球選手 (アメリカ野球殿堂表彰者)
- ジェームス・クラフツ - 化学者
- フランク・グラント - 野球選手 (アメリカ野球殿堂表彰者)
- ダニエル・クロスビー・グリーン - 宣教師、建築家
- イライシャ・グレイ - 発明家、技術者
- ハル・クレメント - 作家
- マーシャ・クロス - 女優

ケ
- エドワード・ケネディ - 政治家
- ジョセフ・P・ケネディ - 実業家、政治家
- ジョン・F・ケネディ - アメリカ合衆国第35代大統領
- エルブリッジ・ゲリー - 政治家
- ジョー・ケリー - 野球選手 (アメリカ野球殿堂表彰者)
- ジョン・フランシス・ケリー - 軍人、政治家
- ナンシー・ケリガン - フィギュアスケート選手
- ジャック・ケルアック - 作家
- ジョン・ケンドリック - 軍人・船長。日本に来航した最初のアメリカ人。
- エイモス・ケンドール - 教育者、慈善家

コ
- ルース・ゴードン - 女優
- ロバート・コーミア - 作家
- ジョシュア・ゴールドスティン - 国際政治学者
- ジョナサン・コゾル - 教育者、作家
- ロバート・ゴダード - ロケット工学者
- トニー・コニグリアロ - 野球選手
- チック・コリア - ミュージシャン
- フレデリック・コンヴァース - 作曲家
- アレックス・ゴング - キックボクサー

## サ行
サ
- ユマ・サーマン - 女優
- ドナ・サマー - ミュージシャン
- ジェームズ・サムナー - 化学者
- アン・サリヴァン - ヘレン・ケラーの家庭教師として知られる人物
- ルイス・サリヴァン - 建築家
- ジョン・L・サリバン - ボクサー

シ
- リチャード・シアーズ - テニス選手
- ジョン・シナ - プロレスラー（WWE所属）・俳優・歌手
- エリック・P・シャーマン - プロデューサー、バングズーム! エンタテイメント社長。
- ティモシー・ペリー・シュライバー - スペシャルオリンピックス国際本部会長
- マーク・ジョンソン - 野球選手
- ドロシア・ジェイムソン - 心理学者

ス
- チャールズ・スウィーニー - 軍人、長崎市に原爆投下を実行した人物
- ジョージ・ステファノプロス - 政治家
- トミー・スナイダー - ミュージシャン
- ジョージ・スネル - 生理学者
- ジェームズ・スペイダー - 俳優

セ
- クロエ・セヴィニー - 女優

ソ
- ヘンリー・デイヴィッド・ソロー - 作家

## タ行
タ
- ヘレン・ブルック・タウシグ - 心臓病学者
- イリーナ・ダグラス - 女優
- モー・ダリッツグ - ギャングスター

チ
- ジャック・チェスブロ - 野球選手 (アメリカ野球殿堂表彰者)
- マイケル・チクリス - 俳優
- ジョージ・ホワイトフィールド・チャドウィック - 作曲家
- キャロライン・チャン - フィギュアスケート選手

ツ
テ
- モーラ・ティアニー - 女優
- ジーナ・デイヴィス - 女優
- ベティ・デイヴィス - 女優
- エミリー・ディキンソン - 詩人
- ジュリー・テイモア - 舞台演出家、映画監督
- マット・デイモン - 俳優
- ジェームス・テイラー - シンガーソングライター
- セシル・B・デミル - 映画監督
- ターシャ・テューダー - 絵本作家
- オリンピア・デュカキス - 女優
- マイケル・デュカキス - 政治家
- W・E・B・デュボイス - 社会学者
- ルイス・デンフェルド - 軍人

ト
- エリザ・ドゥシュク - 女優
- パイ・トレイナー - 野球選手 (アメリカ野球殿堂表彰者)
- レオ・ドローチャー - 野球選手 (アメリカ野球殿堂表彰者)
- ウィリアム・ヘイル・トンプソン - 政治家

## ナ行
- ジャック・ナンス - 俳優
- アレッサンドロ・ニヴォラ - 俳優
- レナード・ニモイ - 俳優
- ダグラス・ノース - 経済学者
- エドワード・ノートン - 俳優
- 野口健 - 登山家
- ウィリアム・フランクリン・ノックス - 政治家、実業家

## ハ行
ハ
- ホレイショ・パーカー - 作曲家
- ロバート・B・パーカー - 作家
- バージニア・リー・バートン - 絵本作家
- キャシー・バーベリアン - 声楽家、作曲家
- レナード・バーンスタイン - 作曲家、指揮者
- ジョージ・バウトウェル - 政治家
- ジェフ・バグウェル - 野球選手
- マイク・パグリアルーロ - 野球選手
- チャールズ・サンダース・パース - 哲学者、物理学者
- ヘンリー・ハドリー - 作曲家、指揮者
- レイモンド・パトリアルカ - ギャングスター
- ジョージ・バンクロフト - 歴史家、政治家
- マクジョージ・バンディ - 政治家
- ボブ・ハンセン - 野球選手

ヒ
- ティモシー・ピカリング - 軍人、政治家
- ジョー・ビティエロ - 野球選手

フ
- アーヴィング・ファイン - 作曲家
- アーサー・フィードラー - 指揮者
- ロッドマン・フィルブリック - 作家
- アーネスト・フェノロサ - お雇い外国人、哲学者、東京美術学校（現東京芸術大学）設立に関わった人物
- ベン・フォスター - 俳優
- チャールズ・フォルジャー - 政治家
- ヴァネヴァー・ブッシュ - 情報技術者
- ジョージ・H・W・ブッシュ - アメリカ合衆国第41代大統領
- アーサー・フット - 作曲家
- サミュエル・フラー - 映画監督
- バックミンスター・フラー - 建築家、数学者、思想家
- シルヴィア・プラス - 作家
- ベンジャミン・フランクリン - 政治家、物理学者
- パーシー・ブリッジマン - 物理学者
- マシュー・ブルーム - プロレスラー
- トマス・ブルフィンチ - 作家
- ヘルベルト・ブロムシュテット - 指揮者

ヘ
- ロイ・ヘインズ - ミュージシャン
- ジョー・ペリー - ミュージシャン
- マシュー・ペリー - 俳優
- デイヴィッド・ヘンショウ - 政治家

ホ
- ジェームズ・マクニール・ホイッスラー - 画家、版画家
- ウィリアム・コリンズ・ホイットニー - 弁護士、政治家
- エドガー・アラン・ポー - 作家
- オリバー・ウェンデル・ホームズ - 作家、医学者
- アンソニー・マイケル・ホール - 俳優
- スタンレー・ホール - 心理学者
- ナサニエル・ホーソーン - 作家
- ボニー・ジェイムス - サックス奏者
- アビー・ホフマン - 政治活動家、青年国際党創設者の一人
- ジェリー・ホワイト - 野球選手
- ハリー・ホワイト - 政治家
- マット・ホワイト - 野球選手
- ジョージ・フィリップス・ボンド - 天文学者
- エレン・ポンピオ - 女優

## マ行
マ
- ジョージ・フォン・レンガーク・マイヤー - 実業家、政治家
- アン・マキャフリイ - 作家
- マサソイト - ワンパノアグ族の酋長
- ジョン・マッカーシー - 人工知能研究者
- トミー・マッカーシー - 野球選手 (アメリカ野球殿堂表彰者)
- コニー・マック - 野球選手・監督 (アメリカ野球殿堂表彰者)
- トム・マテラ - プロレスラー
- ラビット・マランビル - 野球選手 (アメリカ野球殿堂表彰者)
- ロバート・マリケン - 化学者
- ロッキー・マルシアノ - ボクサー
- ホーレス・マン - 教育改革者、奴隷制度廃止論者
- オグ・マンディーノ - 作家

ミ
- ジョージ・ハーバート・ミード - 社会心理学者
- マリア・ミッチェル - 天文学者

ム
- ジェームス・E・ムーア - 軍人
- ジュリアン・ムーア - 女優
- ウィリアム・ヘンリー・ムーディ - 政治家

メ
- ダニエル・グレゴリー・メイソン - 作曲家
- ティム・メイヨット - テニス選手
- メタコメット - ワンパノアグ族の酋長
- ルー・メローニ - 野球選手

モ
- デヴィッド・モース - 俳優
- ウィリアム・T・G・モートン - 歯科医師、歯学者でエーテル麻酔の発明者
- サミュエル・モールス - モールス電信機発明者

## ヤ行
- ジョージ・ユング - コカイン密輸人、映画「ブロウ」においてその半生が描かれた人物

## ラ行
ラ
- ラーマ9世・プーミポンアドゥンラヤデート - タイ国王
- ラヴィーナ - シンガーソングライター
- カート・ラッセル - 俳優
- デビッド・ランドクィスト - 野球選手

リ
- デニス・リアリー - 俳優
- ドナルド・リーガン - 政治家
- ヘンリエッタ・スワン・リービット - 天文学者
- ジョージ・アダムス・リーランド - 教育者、医師
- ウィリアム・リチャードソン - 政治家
- エリオット・L・リチャードソン - 政治家
- ジェフ・リブジー - 野球選手・コーチ

ル
- ギルバート・ルイス - 化学者
- マット・ルブランク - 俳優

レ
- ビル・レインビア - バスケットボール選手
- トニー・レヴィン - ミュージシャン
- ジャック・レモン - 俳優

ロ
- ヘンリー・H・ロジャーズ - 資本家
- マイク・ロックフォード - 野球選手
- ヘンリー・カボット・ロッジ - 政治家
- ヘンリー・カボット・ロッジJr. - 政治家
- ウィルバート・ロビンソン - 野球選手 (アメリカ野球殿堂表彰者)

## ワ行
- フィリップ・ワイリー - 作家
- ワムスッタ - ワンパノアグ族の酋長